# Самар, Сима
Сима Самар (перс.  سیما سمر‎; род. 3 февраля 1957, Джагори, Газни или Газни) — государственный и политический деятель Афганистана. Защитник прав женщин и прав человека, активистка и социальный работник на национальных и международных форумах, занимала должность министра по делам женщин Афганистана с декабря 2001 по 2003 год. В настоящее время является председателем Афганской независимой комиссии по правам человека (АНКПЧ), а также с 2005 по 2009 год — специальный докладчик ООН по вопросу о положении в области прав человека в Судане. В 2011 году вступила в партию «Правда и справедливость». В 2012 году была удостоена премии «За правильный образ жизни» за «многолетнюю и мужественную приверженность защиты прав человека, особенно прав женщин, в одном из самых сложных и опасных регионов мира».

## Биография
родился 3 февраля 1957 года в Джагори, провинция Газни, Афганистан. Является этнической хазарейкой. Имеет степень доктора медицины в Кабульском университете, которую получила в феврале 1982 года. Работала медицинским работником в государственной больнице в Кабуле, но через несколько месяцев была вынуждена бежать из соображений безопасности в свой родной Джагори, где она оказывала лечение пациентам в отдаленных районах центрального Афганистана. В настоящее время она возглавляет комиссию по правам человека в Афганистане.
В 1984 году правительство Демократической Республики Афганистан арестовало её мужа, а Сима с маленьким сыном бежали в соседний Пакистан. Затем работала врачом в отделении для беженцев миссионерской больницы. Обеспокоенная полным отсутствием медицинских учреждений для афганских женщин-беженцев, в 1989 году основала организацию «Шухада» в пакистанском городе Кветте. Организация «Шухада» занималась предоставлением медицинской помощи афганским женщинам и девочкам, обучением медицинского персонала и образованием. В последующие годы другие отделения клиники / больницы были открыты по всему Афганистану.
Прожив в качестве беженца более десяти лет, Сима вернулась в Афганистан в 2002 году и заняла должность в Переходной администрации Афганистана во главе с Хамидом Карзаем. Во временном правительстве занимала должность заместителя президента, а затем министра по делам женщин. Была вынуждена уйти в отставку после того, как ей угрожали убийством и преследовали за то, что она подвергала сомнению консервативные исламские законы, особенно законы шариата, во время интервью в Канаде газете на персидском языке. Во время Лойя-джирги в 2003 году несколько религиозных консерваторов разместили в местной газете объявление, в котором назвал Самар Симу — Салманом Рушди Афганистана.
В настоящее время возглавляет Независимую комиссию по правам человека Афганистана (АНКПЧ). В 2010 году также основала Гавхаршарский университет, который обучил более 1200 студентов за очень короткий период своей деятельности. В 2019 году Генеральный секретарь ООН Антониу Гутерриш назначил Симу Самар одним из восьми членов Группы высокого уровня по внутреннему перемещению под руководством Федерики Могерини и Дональда Каберуки.

## Примечание
1. 1 2  Sima Samar // Munzinger Personen (нем.)
2. ↑  The International Who's Who of Women 2006 — Routledge, 2005. — ISBN 978-1-85743-325-8
3. ↑  Independent Expert on the situation of human rights in the Sudan. Office of the High Commissioner. Дата обращения: 26 августа 2021. Архивировано 20 ноября 2021 года.
4. ↑  High-Level Panel on Internal Displacement Архивная копия от 20 ноября 2021 на Wayback Machine United Nations, press release of December 3, 2019.